# Sunbury Court Island
Sunbury Court Island ist eine bewohnte Insel in der Themse oberhalb des Molesey Lock in Sunbury-on-Thames, Surrey, England.
Die Insel ist mit einer Fußgängerbrücke mit dem Nordufer des Flusses verbunden. Auf der Insel gibt es 25 Häuser auf kleinen Grundstücken.
Die gegenwärtigen Häuser gehen auf Bauten vom Anfang des 20. Jahrhunderts zurück. Die Insel wurde vorher als Wiese genutzt und hatte den Namen Hayes Ait.

## Überflutungsgefahr
Die Insel ist in der höchsten Kategorie der Überflutungsgefahr der Environment Agency, dies bedeutet:
- Die Insel hat ein Risiko von mehr als 1 % einmal im Jahr überflutet zu werden.
- Die Environment Agency benachrichtigt die Bewohner direkt über mögliche Überflutungen.[3]

Während der Überschwemmungen in England 2013–2014 stand das Wasser am 7. Januar 2014 hüfthoch auf der Insel, und eine kleine Gruppe von Bewohnern wurde von der Insel durch Rettungskräfte in Sicherheit gebracht. Bis zum 8. Februar 2014 waren ungefähr die Hälfte der Bewohner durch Rettungskräfte von der Insel gebracht worden.